# Сент-Чарльз (Миссури)
Сент-Чарльз (англ. Saint Charles) — город и столица одноимённого округа в Миссури в Соединённых Штатах Америки.
По данным переписи 2020 года население составляло 70 493 человека, что делает Сент-Чарльз девятым по численности населения городом в Миссури. Расположенный на реке Миссури, Сент-Чарльз является северо-западным пригородом Сент-Луиса.

## История
Сент-Чарльз входит в тройку старейших городов Миссури; он был основан в 1770-х годах франко-канадским торговцем пушниной Луи Бланшеттом как «Маленькие холмы» (фр. Les Petites Côtes). Эта бывшая французская территория к западу от реки Миссисипи в то время номинально управлялась Испанией после поражения Франции в Семилетней войне. Позднее земли перешли под юрисдикцию Британской империи.

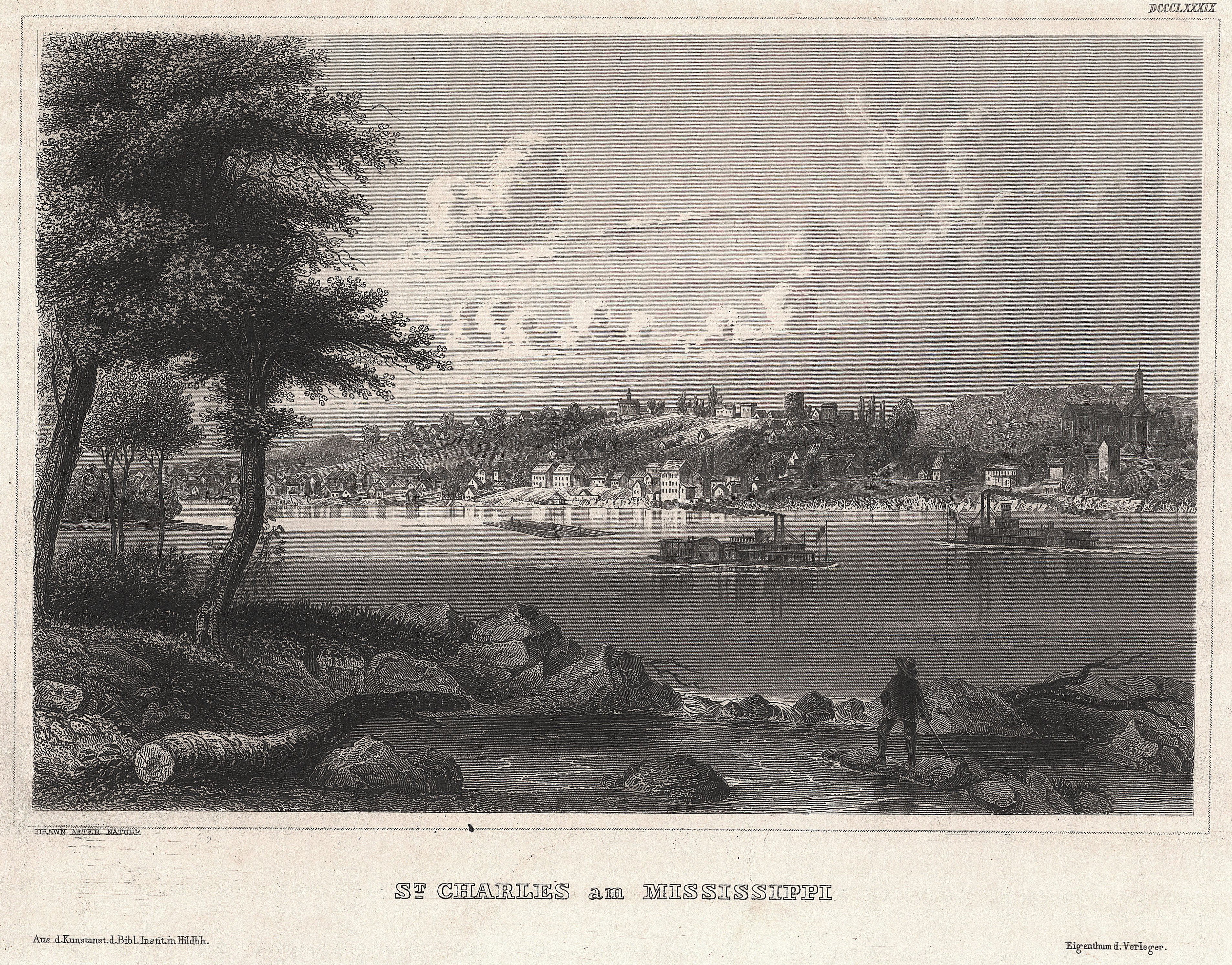
Город Сент-Чарльз в 1919 году
(вид со стороны реки Миссисипи)

Какое-то время он играл важную роль в качестве речного порта при торговле с индейскими племенами в верхнем течении реки Миссури. Он был отправной точкой дороги Бунс-Лик к Бунслику.
В первые годы своего существования Сент-Чарльз был в основном заселён франкоговорящими колонистами из Канады. В 1804 году экспедиция Льюиса и Кларка посчитала это поселение последней «цивилизованной» остановкой перед тем, как они отправились вверх по реке, чтобы исследовать западную территорию, которую Соединенные Штаты приобрели у Франции в Луизианской покупке.
С 1821 по 1826 год город Сент-Чарльз был первой столицей штата Миссури.
Здесь находится святилище Святой Розы Филиппины Дюшен.